# Грант, Джон, 13-й граф Дайсарт
Джон Питер Грант, 13-й граф Дайсарт, также известный как Джонни Грант (англ. John Peter Grant, 13th Earl of Dysart; род. 22 октября 1946) — шотландский пэр и землевладелец, титулованный лорд Хантингтауэр с 2003 по 2011 год. Вместе со своим сыном Джеймсом он отвечает за Ротимурчус, в Шотландском нагорье, включая часть леса Ротимурчус и Браериах, который на высоте 4252 фута (1296 м) является третьей по высоте горой в Британии.

## Биография
Родился 22 октября 1946 года. Единственный сын подполковника Джона Питера Гранта, 16-го из Ротимурчуса (1915—1987), и его жены леди Кэтрин Грант (урожденной Гривз), 12-й графини Дайсарт (1918—2011). Учился в школе Гордонстауна, Элгин, Морейшир.
8 мая 1971 года Джон Питер Грант женился на Венди Филиппе Чанс, дочери Джона Уайберга Чанса и сестре контртенора Майкла Чанса) от которой у него трое детей:
- Леди Луиза Кэтрин Грант (род. 9 июня 1975)
- Джеймс Патрик Грант, лорд Хантингтауэр (род. 14 сентября 1977), женат на докторе Дейзи Зиани де Ферранти, дочери Марка де Ферранти, от брака с которой у него есть один сын
- Леди Александра Роуз Грант (род. 3 июля 1985).

В 1986 году Джон Грант был назначен заместителем лейтенанта Инвернесс-шира, а в 1987 году сменил своего отца на посту 17-го из «Ротимурчуса» в Кэрнгормсе. С 1975 года он занимал должность в ряде кооперативных, землеустроительных, природоохранных организаций, а с 1996 по 2006 год был президентом Королевского зоологического общества Шотландии. В 2003 году его мать леди Кэтрин сменила свою старшую сестру леди Розамунду на посту графини Дайсарт, а Джон Питер Грант получил титул учтивости — лорд Хантингтауэр.
8 ноября 2011 года после смерти своей матери Джон Питер Грант унаследовал титулы 13-го графа Дайсарта и 13-го лорда Хантингтауэра, а его единственный сын и наследник джеймс Питер Грант, получил титул учтивости — лорд Хантингтауэр.